# Thymoites mirus
Thymoites mirus är en spindelart som beskrevs av Claude Lévi 1964. Thymoites mirus ingår i släktet Thymoites och familjen klotspindlar. Inga underarter finns listade i Catalogue of Life.